# Годзилла против Мехагодзиллы 3
«Годзилла против Мехагодзиллы-3» (яп. ゴジラ×メカゴジラ) — фантастический японский кайдзю-фильм режиссёра Масааки Тэдзуки, двадцать шестой о гигантском ящере Годзилле и первый в эпохе Миллениум, где появляется Мехагодзилла (здесь чаще именуемый «Кирю»). Японский кинопрокат начался 14 декабря 2002 года, почти через год после предыдущего фильма. В России премьера состоялась на телеканале РЕН ТВ под названием «Годзилла-Робот». Фильм вышел на DVD в 2004 году.
«Годзилла против Мехагодзилы-3» не является сиквелом «Годзиллы: Монстры атакуют» и триквелом «Годзиллы против Мехагодзиллы», его сюжетная линия включает в себя события фильмов «Годзилла», «Мотра», «Санда против Гайры» и «Космическая амёба». Вышедший в 2003 году «Годзилла: Спасите Токио» является прямым продолжением этого фильма.

## Сюжет

### Предыстория
В 1999 году во время тайфуна на Татеяму нападает Годзилла. Ему противостоят силы самообороны особого назначения, но монстр уничтожает все вооружения и сам город. Немногие из военного подразделения остаются в живых, лейтенанту Аканэ удаётся пережить атаку Годзиллы. Все обвинения накладываются на неё, поскольку она управляла мазерным оружием и не смогла попасть в Годзиллу.

### Основные события
Доктор-генетик Токумицу Юхара вызван правительством в секретную техническую лабораторию, где премьер-министр Игараси демонстрирует ему и ещё нескольким наиболее выдающимся учёным Японии скелет первого Годзиллы, убитого учёным Сэридзавой в 1954 году, и раскрывает свои планы по созданию на основе скелета сверхмощного биоробота, который смог бы одолеть Годзиллу. Токумицу поначалу отказывается от предложенной работы из-за того, что должен следить дома за своей дочерью Сарой, но руководство идёт ему на уступки и разрешает девочке проводить часть времени на работе отца. Токумицу и Сара знакомятся с Аканэ, которую назначили одним из пилотов разрабатываемого робота Мехагодзиллы, или Кирю. Аканэ проводит много времени в одиночестве, так как другие пилоты считают, что она может повторно допустить ошибку, как в 1999 году, и погубить их всех.
Работы по проекту «Мехагодзилла» проходят успешно, и к 2003 году гигантская боевая машина Кирю построена. Робот передвигается при помощи сверхскоростных аккумуляторов, а в случае недостатка энергии его можно подзарядить электроэнергией с самолёта. В арсенал Кирю входят боевые ракеты, но его главное оружие — система абсолютного нуля: струя замораживающего воздуха. В ходе полевых испытаний при помощи абсолютного нуля получается заморозить и разрушить целый небоскрёб.
Как раз во время демонстрации Кирю в океане появляется Годзилла и направляется в Токийский залив. Центр контроля безопасности под руководством премьер-министра высылает в бой Кирю. В близлежащих населённых пунктах проходит экстренная эвакуация населения, после чего Кирю вступает в схватку с Годзиллой. Все используемые типы ракет не наносят ящеру никакого вреда, но мазерный луч оказывается более эффективным. Годзилла пытается отступить, Аканэ готовится использовать с самолёта абсолютный нуль, но робот внезапно выходит из под контроля. Годзилла ныряет в океан, а Кирю неожиданно начинает разрушать окрестности, не подчиняясь ничьим приказам. Он действует подобно Годзилле. Кирю подбивает контрольный самолёт, Аканэ и другие пилоты чуть не погибают. Спустя час заряд энергии в аккумуляторах робота садится, и Кирю останавливается.
Токюмицу и его сотрудники пытаются установить причину произошедшего и приходят к выводу, что Кирю так поступил из-за срабатывания генетической памяти после рычания Годзиллы. Всю систему робота приходится переделывать. Во время работ у Токумицу возникают разногласия с дочерью, которая считает, что неправильно заставлять Кирю действовать против его воли, ведь он когда-то тоже был живым существом.
Через некоторое время Годзилла снова объявляется в Токийском заливе. За неимением других вариантов против ящера вновь выставляют Кирю. Робот и Годзилла бьются с переменным успехом, но в конечном счёте Годзилла почти одолевает Кирю. Происходит сбой в системе управления, и тогда Аканэ пробирается внутрь робота, чтобы управлять им изнутри. С большим трудом ей удаётся наладить управление. Чтобы спасти делающего отвлекающий манёвр на истребителе Хаяму, Аканэ направляет Кирю на Годзиллу. Робот хватает ящера, взлетает и уносит его в море, где с помощью абсолютного нуля пытается заморозить. Однако Годзилла разламывает слой льда и выныривает на поверхность вместе с Кирю. У робота теперь нет установок с ракетами и отломана правая рука, но и Годзилла получил серьёзные ранения. Дальнейшее сражение невозможно. Аканэ выходит наружу и наблюдает, как Годзилла уплывает в море.
В сцене после титров показывается как Аканэ находится в технической лаборатории и стоит перед ремонтируюмым Кирю. К ней подходят Токумицу и Сара, и доктор приглашает Аканэ на ужин.

## В ролях
| Актёр             | Роль                          |
| ----------------- | ----------------------------- |
| Юмико Сяку        | лейтенант Аканэ Ясиро         |
| Син Такума        | доктор Токюмицу Юхара         |
| Кана Онодэра      | Сара Юхара                    |
| Ко Такасуги       | Тогаси                        |
| Акира Накао       | премьер-министр Хаято Игараси |
| Юсукэ Томои       | лейтенант Сюсуму Хаяма        |
| Дзюнъити Мидзуно  | лейтенант Кэндзи Сэкинэ       |
| Куми Мидзуно      | Матико Цугэ                   |
| Ёсикадзу Кано     | Хисинума                      |
| Такэо Накахара    | Итиянаги                      |
| Коити Уэда        | Добаси                        |
| Мидори Хагио      | Каори Ямада                   |
| Акира Сираи       | Синдзи Акамацу                |
| Наомаса Рокудайра | доктор Горо Канно             |
| Мисато Танака     | медсестра                     |
| Тосиюки Нагасима  | Миягава                       |
| Цутому Китагава   | Годзилла                      |
| Хирофуми Исигаки  | Мехагодзилла (Кирю)           |
| Хидэки Мацуи      | камео                         |
| Такэхиро Мурата   | камео                         |

## Особенности фильма
Это второй фильм о Годзилле режиссёра Масааки Тэдзуки. Ранее он снял «Годзиллу против Мегагируса», поэтому внешний вид Годзиллы и саундтрек имеют сходство с этим фильмом. Второстепенные роли в «Годзилле против Мехагодзиллы 3» достались Мисато Танака и Тосиюки Нагасиме, которые до этого также снялись в «Годзилле против Мегагируса».
В этом фильме Мехагодзилла имеет намного большее сходство с классическим роботом из «Годзилы против Мехагодзиллы» (1974), чем одноимённый робот из «Годзиллы против Мехагодзиллы-2» (1993).
- В первой сцене с Токюмицу показан оживлённый трилобит. Это отсылка к самому первому фильму с Годзиллой, где также присутствует трилобит.
- Японский бейсболист Хидэки Мацуи появился в двух эпизодах фильма и сыграл самого себя.
- Также незначительная роль досталась Такехиро Мурате, который снимался до этого в фильме «Годзилла: Миллениум».
- Помимо того, что Масааки Тэдзука был режиссёром, он сам снялся во второстепенной роли собственного фильма: он изображал сотрудника технического обслуживания, который проходит мимо Аканэ в финальной сцене после титров.

## Кассовые сборы
Бюджет фильма составил ¥1 млрд ($8,5 млн), сборы же почти вдвое превысили затраты — ¥1,91 млрд ($16 млн).